# Eszetlenek
Az Eszetlenek (eredeti cím: Cherrybomb) 2010-es amerikai filmdráma Rupert Grint, Robert Sheehan, Kimberley Nixon és James Nesbitt főszereplésével.
A forgatás Belfastban kezdődött 2008. július 7-én, amely négy hétig tartott. A film leginkább meztelenséget, ivást, drogozást, bolti lopást és autólopást mutat be.
Az Egyesült Királyságban 2010. augusztus 23-án jelent meg DVD-n, Magyarországon kizárólag TV-ben került bemutatásra, szinkronizálva.
A film fődala: The Runaways – Cherry bomb

## Szereplők
| Színész         | Szereplő            | Magyar hang    |
| --------------- | ------------------- | -------------- |
| Rupert Grint    | Malachy McKinney    | Berkes Bence   |
| Robert Sheehan  | Luke                | Gacsal Ádám    |
| Kimberley Nixon | Michelle            | Molnár Ilona   |
| James Nesbitt   | Dave, Michelle apja | Fazekas István |
| Niamh Quinn     | Donna               | ?              |
| Paul Kennedy    | Chris               | ?              |
| Conor MacNeill  | Fanta               | ?              |
| Greer Ellison   | Bun                 | ?              |

További magyar hangok: Tamási Nikolett, Dolmány Attila, Varga Tamás

## Cselekménye
Luke és Malachy a legjobb barátok, a két srác alig várja már, hogy végre elkezdődjön a nyár, a felhőtlen szórakozás, kikapcsolódás ideje. A két jó barátból azonban ádáz ellenfél lesz, amikor a városba költözik a csinos Michelle. Az unatkozó szépség ugyanis a szerelméért cserébe piszkos versengésre ösztönzi a két fiút. A kellemesnek ígérkező nyárból így hamarosan egy vad, fékevesztett utazás lesz italozással, kábítószerrel, kisebb-nagyobb bűncselekményekkel és szexszel fűszerezve. Az izgalmas, érzéki kaland azonban elkerülhetetlenül sodródik a tragikus végkifejlet felé.